# Aeritalia
Aeritalia byl italský kosmický a letecký výrobce, vzniklý v roce 1969 sloučením společností Aerfer a Fiat Aviazione. Zanikl v roce 1990 sloučením se společností Selenia, další dceřinou společností skupiny Finmeccanica působící v oblasti letecké a zbrojní výroby, do Alenia Aeronautica.

## Historie
Společnost Aeritalia vznikla v roce 1969 sloučením společností Aerfer a Fiat Aviazione, letecké divize koncernu Fiat. Toto spojení dalo vzniknout jednomu z klíčových představitelů italského leteckého a kosmického průmyslu, a umožnilo podílet se na významných evropských leteckých projektech, jakými byly útočný letoun Panavia Tornado, dopravní ATR 42 a mezinárodní projekt bitevního letounu AMX International AMX. Aeritalia byla také vývojovým partnerem projektu Boeing 767. Sloučením se společností Selenia vznikla v roce 1990 nástupnická Alenia Aeronautica.

## Produkty

### Letadla
- Aeritalia F-104S Starfighter (licenční varianta Lockheedu F-104)
- Aeritalia G.91
- Aeritalia G.91Y
- Aeritalia G.222
- AMX International AMX (ve spolupráci se společnostmi Aermacchi a Embraer v rámci konsorcia AMX International)
- ATR 42 a ATR 72 (ve spolupráci se společností Aérospatiale v rámci konsorcia ATR)

### Rakety
- Alfa